# Точка сверху
Точка сверху (◌̇, англ. dot above, overdot, superdot) — надстрочный диакритический знак.

## Использование в письменностях
- В литовском буква ė обозначает долгий закрытый [eː]. Эта же буква иногда используется при латинской транслитерации русской буквы Э.
- В мальтийском есть буквы ċ [t͡ʃ], ġ [d͡ʒ], ż [z]
- В польской и в старых литовской и чешской орфографиях буква ż обозначает звонкий ретрофлексный сибилянт [ʐ] (русская ж). Предположительно была введена Яном Гусом и в самом чешском со временем превратилась в ž.
- В чеченской латинице 1992 года было пять букв с верхней точкой: ċ [t͡s’], ç̇ [t͡ʃ’], ġ [ʁ], ẋ [ħ], q̇ [q’]
- В традиционной ирландской орфографии верхняя точка использовалась над согласными для обозначения лениции (называлась ponc séimhithe «точка лениции»). В современной передачи точки обычно заменяется на букву h. Так же точка иногда ставилась над m, n: ṁ, ṅ для обозначения назализованной мутации. Произношение их при этом не менялось.
- В проекте реформы русской азбуки Ф. В. Езерского буквы ȧ, ė, u̇ заменяли соответственно кириллические Аа, Ѣѣ, Юю.

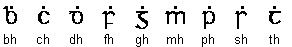
Древнеирландские буквы с точкой сверху

- ċ и ġ иногда использовалась в древнеанглийском, обозначая [t͡ʃ] и [j] в отличие от обычных велярных c [k] и g [ɡ].
- Точка над строчными i и j не является диакритикой. Но диакритикой может считаться точка над турецкой заглавной İ и отсутствие точки над строчными: ı и ȷ.

## Использование в транскрипциях и транслитерациях
Точка не используется в МФА и редко используется в других транскрипциях:
- В семитской традиции ġ обозначает звонкий звонкий велярный спирант /ɣ/, обозначаемый буквой гайн. В других транскрипциях он может передавать велярный носовой /ŋ/.
- ṅ передаёт велярный [ŋ], чаще передаваемый макроном над n.
- ȧ иногда используется как символ для гласного среднего ряда нижнего подъёма (МФА: ɐ̞), который представлен например русской фонемой /a/.
- ṁ передаёт санскритский знак бинду (анусвара), соответствующий назализации предыдущего гласного. Иногда передаётся точкой сверху (см. выше).
- В латгальской транскрипции ẏ обозначает аллофон фонемы /i/, промежуточный между [y] и [i].
- С буквами p и q вместо точки снизу используется обычно верхняя точка: ṗ q̇.

## Другое использование
- В математике и физике точка обозначает производную по времени, например: {\displaystyle v={\dot {x}}}.